# Tyrinthia paraba
Tyrinthia paraba là một loài bọ cánh cứng trong họ Cerambycidae.